# Frillenseebach
Der Frillenseebach ist ein über 2,5 km langer Bach im Gebiet der Gemeinde Inzell im oberbayerischen Landkreis Traunstein, der beim Forsthaus Adlgaß von links in den Großwaldbach mündet. Im 19. Jahrhundert wurde er Forellenbach genannt.

## Geographie

### Verlauf
Der Frillenseebach ist der Ausfluss des 4,1 ha großen Frillensees im östlichen Inzeller Gemeindegebiet in einer Höhe von 922 m ü. NHN, der am Nordfuß des Zwiesels unter der Dunkelwand liegt. Am Nordnordwestende des Sees, der selbst nur wenige Zuläufe aufnimmt, von denen keiner auch nur 300 Meter Länge erreicht, tritt der Bach aus und durchquert dann auf knapp seinem ersten halben Kilometer auf nordnordwestlichem Lauf die Lichtung der Gaßlalm, um danach im Wald in selber Richtung weiterzufließen. Nach etwa der Hälfte seiner Länge schwenkt er auf Westlauf.  Auf seinem letzten halben Kilometer läuft er auf Südwestkurs am Forsthaus Adlgaß vorbei, wo er am Ende der Kreisstraße TS 40 den sich anschließenden Waldweg unterquert und auf der anderen Seite auf etwa 789 m ü. NHN von links in den oberen Großwaldbach mündet.
Der Frillenseebach ist etwa 2,7 km lang und hat ein mittleres Sohlgefälle von etwa 49 ‰.

### Einzugsgebiet
Das rund 4,0 km² großes Einzugsgebiet des Frillenbachs umfasst den westlichen Teil des Nordhangs des Gebirgsstocks Staufen unter dessen höchstem Gipfel Zwiesels (1781,6 m ü. NHN). Die morphologisch dominante, west-östliche Kammlinie des Staufen ist seine wichtigste Wasserscheide, hinter der im Süden der Stabach über den Weißenbach zur oberen Saalach entwässert. Westlich des Frillenbachs laufen kürzere Hangbäche unterhalb von diesem zum Großwaldbach, dessen Oberlauf selbst das Terrain jenseits der nördlichen Wasserscheide entwässert. Der Abfluss des östlichen Staufen-Nordhangs wird vom Aufhamer Bach sowie vom Leitengraben über die Stoißer Ache wiederum der Saalach zugeführt.
Das zur Gemeinde Inzell gehörende Gebiet ist überwiegend bewaldet, die einzigen Siedlungsplätze darin sind die Gaßlalm nahe am Frillensee und das Wirtshaus Adlgaß an der Mündung. Oben auf dem Staufen steht blanker Fels, und von dessen Nebengipfel Zennokopf (1756 m ü. NHN) zieht sich eine Mur hinunter bis nahe an den Frillensee, an deren Ende am Goldnen Brünndl der längste von dessen kurzen Zuflüssen entspringt.
In der Hormannschen Landesaufnahme zählt der größere Teil des Einzugsgebietes südlich der Linie Gaßlalm–Adlgaß zu den Westlichen Salzburger Randkalkalpen, der Nordteil zu den Westlichen Salzburger Flyschalpen.

## Geologie
Die Gipfelpartie des Staufen besteht aus Wettersteinkalk, darunter streichen bis zum Frillensee hinab Reichenhaller Schichten aus. Der Frillenseebach selbst läuft in der würmzeitlichen Jungmoräne. Von Südosten her zieht über den Staufen eine Störungslinie, die am Frillensee endet. Vermutet wird eine gleich unterhalb von diesem den Oberlauf querende, west-östlich ziehende Störung.

### BayernAtlas („BA“)
Amtliche Online-Gewässerkarte mit passendem Ausschnitt und den hier benutzten Layern: Lauf und Einzugsgebiet des Frillenseebachs

Allgemeiner Einstieg ohne Voreinstellungen und Layer: BayernAtlas der Bayerischen Staatsregierung (Hinweise)
1. ↑  Auf dem Hintergrundlayer Historische Karte.
2. ↑  Höhe nach blauer Beschriftung auf dem Hintergrundlayer Amtliche Karte.
3. ↑  Höhe abgefragt auf dem Hintergrundlayer Amtliche Karte (Rechtsklick).
4. ↑  Länge abgemessen auf dem Hintergrundlayer Amtliche Karte.
5. ↑  Einzugsgebiet abgemessen auf dem Hintergrundlayer Amtliche Karte.
6. ↑  Seefläche abgemessen auf dem Hintergrundlayer Amtliche Karte.
7. ↑  Geologie nach dem Layer Geologischen Karte 1:500.000.

### Sonstige
1. ↑  Klaus Hormann: Geographische Landesaufnahme: Die naturräumlichen Einheiten auf Blatt 190/196 Salzburg. Bundesanstalt für Landeskunde, Bad Godesberg 1978. → Online-Karte (PDF; 6,1 MB)